# Гірішу-Ромин
Гірішу-Ромин (рум. Ghirișu Român) — село у повіті Клуж в Румунії. Входить до складу комуни Мочу.
Село розташоване на відстані 310 км на північний захід від Бухареста, 28 км на схід від Клуж-Напоки.

## Населення
За даними перепису населення 2002 року у селі проживали 384 особи.
Національний склад населення села:
| Національність | Кількість осіб | Відсоток |
| -------------- | -------------- | -------- |
| румуни         | 337            | 87,8%    |
| угорці         | 26             | 6,8%     |
| цигани         | 21             | 5,5%     |

Рідною мовою назвали:
| Мова      | Кількість осіб | Відсоток |
| --------- | -------------- | -------- |
| румунська | 360            | 93,8%    |
| угорська  | 24             | 6,3%     |